# Conotrachelus crassus
Conotrachelus crassus – gatunek chrząszcza z rodziny ryjkowcowatych.

## Zasięg występowania
Ameryka Południowa, występuje w Brazylii.

## Budowa ciała
Przednia krawędź pokryw nieznacznie szersza od przedplecza. Przód przedplecza zwężony, na jego środku podłużny garbek. Na udach wydatne ostrogi.